# ميثوكاربامول
ميثوكاربامول (بالإنجليزية: Methocarbamol)‏ هو مرخيات العضلات مركزي يستخدم لمعالجة التشنجات العضلية الهيكلية.

## الاستقلاب
ميثوكاربامول هو الـ كاربامات للـ غوايفينزين ، ولكنه لا ينتج غوايفينزين كمستقلب، لأن رابطة الـ كاربامات لا تستقلب بوساطة الحلمهة؛ الاستقلاب هو بوساطة الطور الأول حلمهة الحلقة ونزع الميتل في الموقع O- ، متبوعاً بالطور الثاني الاقتران. جميع المستقلبات الرئيسية هي كاربامات غير محلمهة.

## احتمالية إساءة الاستخدام
على عكس باقي الكاربامات مثل ميبروبامات و طليعته الدوائية كاريزوبرودول ، فإن ميثوكاربامول قد أنقص إلى حد كبير احتمالية إساءة الاستخدام. الدراسات التي قارنته بـ لورازيبام (اتيفان) و ديفينهيدرامين (بينادريل) ، مع الدواء الغفل (بلاسيبو) أيضاً، وجدت أن ميثوكاربامول ينتج استجابة «ميل» متزايدة وبعض التأثيرات التي تشبه التركين، على كل حال، بالجرعات الأعلى فقد لوحظ حدوث انزعاج dysphoria . يعتبر أنه يمتلك صفات سوء استخدام مشابهة لـ لورازيبام ، ولكن أضعف.

## التأثيرات الجانبية
التأثيرات الجانبية المحتملة تتضمن: نعاس، دوخة، اضطراب في المعدة، تورّد، رؤية مشوشة، و حمى.
التأثيرات الجانبية الجدية تتضمن ترقّي طفح جلدي شديد أو حكة، تباطؤ معدل القلب، إغماء، يرقان، غثيان/إقياء متواصل، ألم معدي/جوفي، تغيرات ذهنية/مزاجية، حماقة، مشكلة في التبول، علامات إنتان. إذا كان يُؤخذ بكميات كبيرة دفعةً واحدة أو أكثر مما هو موصوف، فمن الممكن أن يحدث انزعاج أو أفكار بالانتحار. بالإضافة، ممكن أن يسبب ميثوكاربامول أن ينقلب لون البول إلى الأسود، الأزرق، أو الأخضر. على كل حال، هذا التأثير غير مؤذٍ.
بسبب احتمالية التأثيرات الجانبية، فإن هذا الدواء يعتبر عال الخطورة للكهول.

## الكيمياء
من الممكن أن يُصنّع ميثوكاربامول من الـ غوايفينزين عبر تفاعل متوالٍ مع فوسيجين و الأمونيا.
1. ↑  Sica DA, Comstock TJ, Davis J, Manning L, Powell R, Melikian A, Wright G. (1990). "Pharmacokinetics and protein binding of methocarbamol in renal insufficiency and normals". European Journal of Clinical Pharmacology. ج. 39 ع. 2: 193–4. DOI:10.1007/BF00280060. PMID:2253675.{{استشهاد بدورية محكمة}}:  صيانة الاستشهاد: أسماء متعددة: قائمة المؤلفين (link)

## المصدر
Methocarbamol